# Ada (programspråk)

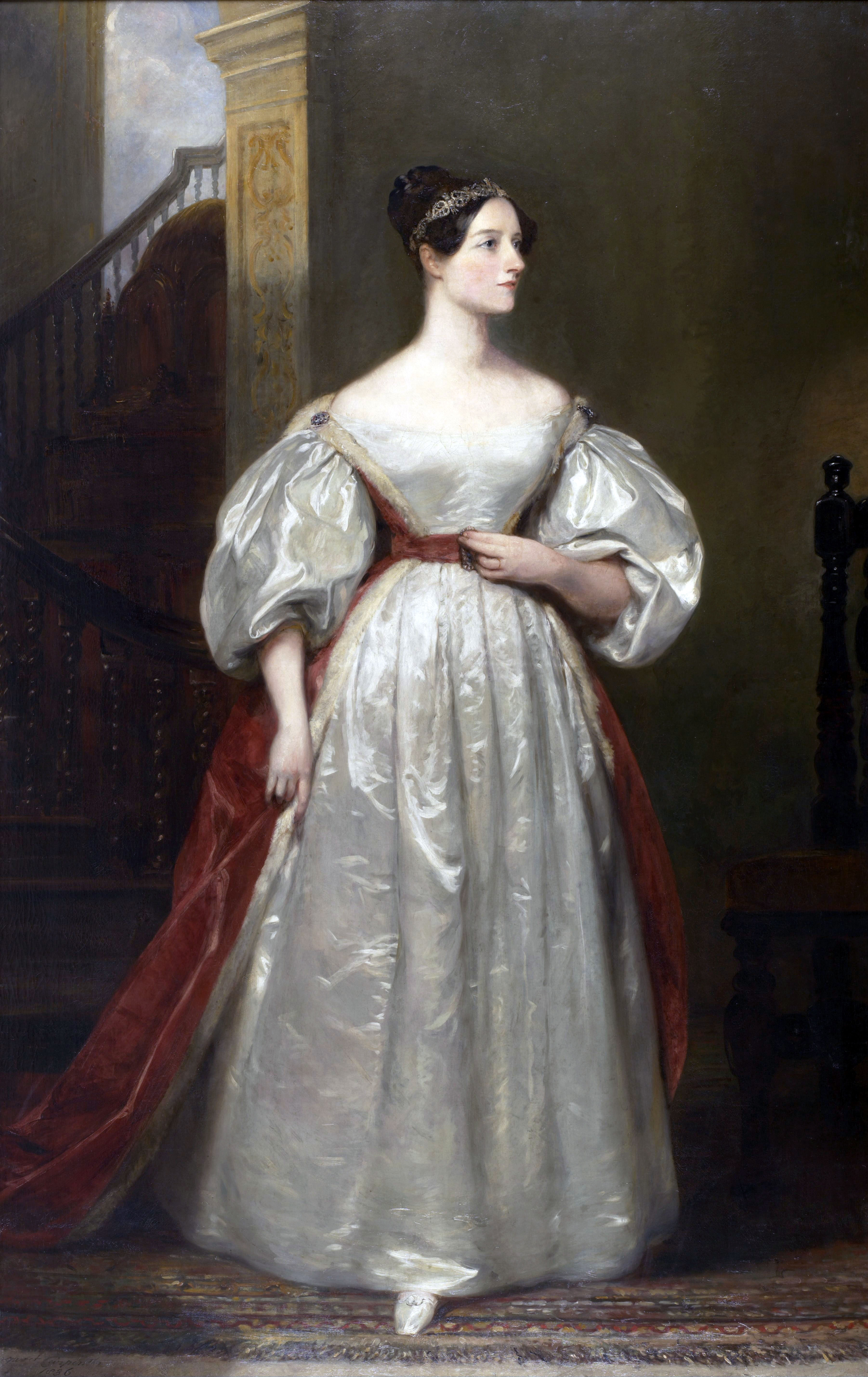
Datorpionjären Ada Lovelace, som gett Ada dess namn.

Ada är ett programspråk som utvecklades på uppdrag av USA:s försvarsdepartement i slutet av 1970-talet. Bakgrunden var att man ville rensa i floran av programspråk som användes för alla de system som fanns inom de olika försvarsgrenarna. Språket namngavs till minne av Ada Lovelace.

## Historia
1975 tillsattes en grupp Higher Order language Working Group (HOLWG) med uppdrag att antingen välja ett existerande programspråk, eller skapa ett nytt, som skulle kunna användas av majoriteten av de utvecklingsprojekt som gjordes på uppdrag av USA:s försvarsenheter. Arbetsgruppen skapade en serie av kravdokument med namnen Strawman, Woodenman, Tinman, Ironman och slutligen Steelman där kraven på ett sådant språk specificerades på allt högre detaljnivå. 1977 kom man fram till att inget existerande språk uppfyllde kraven och man begärde in förslag till, och anbud på, utvecklingen av ett nytt språk. Fyra inkomna förslag valdes ut för vidare utveckling. De fick beteckningarna det Röda, Gröna, Blåa och Gula förslaget och slutligen valdes det Gröna språket som utvecklats av en grupp vid Cii-Honeywell Bull ledd av Jean Ichbiah. Det färdiga språket fick namnet Ada för att hedra Lady Augusta Ada Byron, hertiginna av Lovelace, som brukar anges som den första programmeraren. Det första referensdokumentet godkändes 10 december 1980 på årsdagen av hennes födelse.
USA:s försvarsdepartement, och Nato, krävde länge att alla mjukvaruprojekt för deras räkning, där mer än 30 % av koden skulle nyskrivas, skulle använda Ada som programspråk. Detta krav övergavs först 1997.

## Språket
Ada var ursprungligen inriktat mot inbyggda system och realtidssystem. Språket är starkt typat (eng: strong typing). d.v.s. alla data måste deklareras och kontroller av datatyper sker vid kompileringen. Det finns möjlighet till parallella processer och händelsehantering. Språket innehåller också begreppet paket som medger strukturering och indelning i moduler med strikt definierade gränssnitt.
Idéerna om objektorienterad programmering hade inte riktigt hunnit sprida sig vid slutet av 1970-talet och den ursprungliga versionen av språket saknar egentliga möjligheter för detta. Detta har dock tillkommit i senare versioner (Ada 95, ISO-8652:1995). Den engelska sidan beskriver även versionerna från 2005 och 2012.

## Programexempel
Hello World i Ada95:
```
 
with
 
Ada.Text_Io
;

 
use
 
Ada.Text_Io
;

 
procedure
 
Hello
 
is

 
begin

   
Put_Line
(
"Hello World!"
);

 
end
 
Hello
;

```